# بانکسیا بنتهم
بنکسیای بنتهم (نام علمی: Banksia benthamiana) نام یک گونه از سرده بانکسیا است.